# Дрогері
Дрогері (нім. Drogerie — «аптекарський магазин») — тип магазинів-дискаунтерів у форматі самообслуговування, розташованих біля дому або в торговому центрі, що спеціалізуються на реалізації непродовольчих товарів повсякденного вжитку: декоративної косметики та косметики догляду, товарів особистої гігієни, догляду за будинком). У Західній Європі в асортимент магазинів дрогері входять також безрецептурні препарати, парафармація та БАДи.
Родоначальниками формату дрогері є німецькі мережі DM, «Rossmann», «Schlecker», «Müller», що розпочали свою діяльність у форматі на початку 1970-х років. Нині мережі формату дрогері широко представлені в багатьох країнах світу, серед найбільших і найвідоміших, крім зазначених німецьких мереж, також мережа «Watsons».

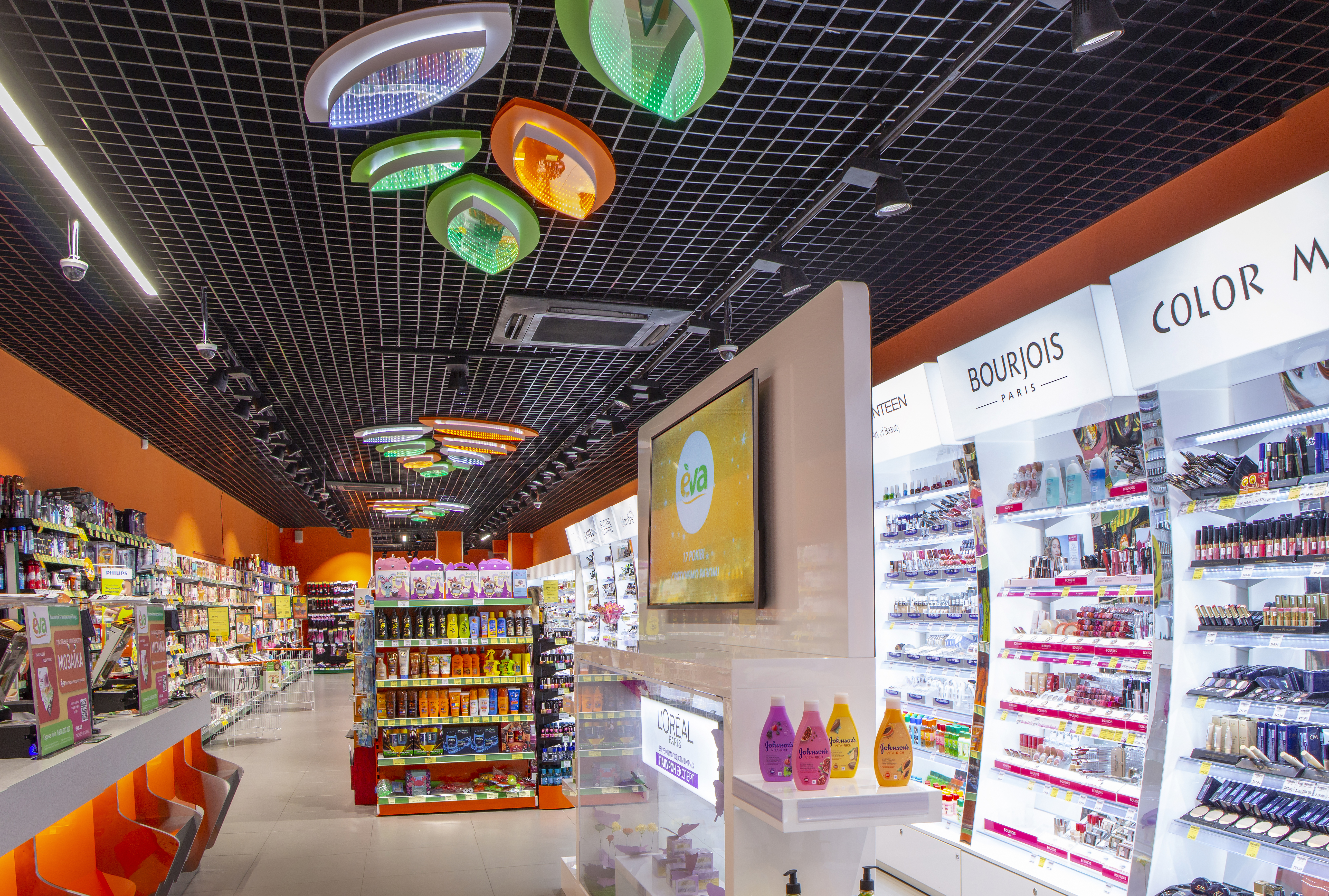
Інтер'єр магазину мережі «EVA»

На 2018 рік до ТОП-5 українських мереж магазинів формату дрогері входили: «EVA», «Watsons», «Prostor», «Шик і Блиск», «Копійочка».